# Synagoga w Strzelcach Opolskich
Synagoga w Strzelcach Opolskich – była synagoga znajdująca się w Strzelcach Opolskich przy placu Stefana Żeromskiego 5a. Budynek sygagogi pełni obecnie funkcję hali sportowej.
W XVIII w. Karl Samuel Colonna, zarządzca posiadłości w Strzelcach Opolskich, zezwolił na osiedlanie się rzemieślników przed Bramą Krakowską, wśród których byli Żydzi. Działając poza granicami miasta, nie musieli oni płacić podatku, co czyniło ich usługi konkurencyjnymi i było powodem protestów rzemieślników z miasta. W 1845 w Strzelcach Opolskich mieszkało 140 Żydów, według spisu z 1871 mieszkało już ich 477, co stanowiło ponad 12% mieszkańców miasta.
Synagoga w Strzelcach Opolskich została zbudowana w 1850 przez zamożnych przedstawicieli gminy żydowskiej. Oprócz miejscowych Żydów korzystali z niej również mieszkańcy Gogolina. W 1901 do władz miasta wpłynęła prośba o wykonanie przybudówki. W wykonanej przybudówce znajdowały się dwustronne schody prowadzące na balkony wewnątrz świątyni. W obliczu powstań śląskich większość Żydów opowiadała się po stronie niemieckiej, wielu wyjeżdżało w głąb Niemiec. Według oficjalnych danych z 1933 mieszkało ich 149 (niecałe 1,5% ogółu mieszkańców). Zajmowali się oni handlem i prowadzili warsztaty rzemieślnicze. Podczas kryształowej nocy oddział SA sprowadzony z Opola wyniósł wyposażenie synagogi i publicznie spalił. Sama synagoga nie została spalona, aby uniknąć ryzyka przeniesienia ognia na sąsiedni budynek destylarni. Żydzi w wyniku tych wydarzeń masowo wyjeżdżali z miasta. 
W 1939 bożnica została przekształcona w magazyn sprzętu wojskowego, a po 1945 władze komunistyczne urządziły w niej magazyn rolno-spożywczy. W 1964 powstał pomysł przebudowy budynku po synagodze na halę sportową, w 1974 wykonano projekt, a w 1976 halę oddano do użytku. W wyniku przebudowy została zatarta dawna bryła i układ budynku.
W 1999 o dawną synagogę upomniała się Gmina Wyznaniowa Żydowska we Wrocławiu. Na mocy porozumienia z 2003 odstąpiła od roszczeń przejęcia obiektu w zamian za odszkodowanie pieniężne.